# Агути
Агу̀тите (Dasyprocta) са род бозайници от семейство гризачи.

## Описание
Агутите живеят в тропическите гори на Централна и Южна Америка. Те са родственици на морските свинчета и външно приличат на тях, но имат по-издължени крайници. Наричани са още „южноамерикански златни зайци“. Тялото на агути е покрито с груба козина, която настръхва когато животното е разтревожено. На дължина достига около 50 cm и завършва с къса, неокосмена опашка.

## Характеристика
На предните си лапичики агути имат по пет пръста, а на задните – по три. Опашката е много къса и неокосмена, а може и на практика да отсъства. Агути могат да достигнат до 60 cm на дължина, а теглото им достига до 4 kg. Оцветяването на козината е златисто. Мнозинството от видовете имат тъмно гръбче и бяло или светложълто коремче. В окраската също може да се открият оттенъци на оранжево. Има противоречиви сведения за това дали агути са активни денем или нощем. В дивата природа агути са срамежливи животни и странят от хората, но в плен могат да станат доверчиви. В плен агути могат да достигнат 20-годишна възраст, забележително дълго време за гризач.

## Размножане
Агутите раждат на котила от 2 до 4 малки след тримесечна бременност. Някои видове имат две котила на година през май и октомври, докато други се размножават целогодишно. Малките се раждат в дупки, покрити с листа, корени и косми. Те са добре развити при раждането си и могат да се движат и хранят един час след раждането си. Мъжките агути не се допускат до дупката, докато новородените са много малки, но родителската двойка остава заедно до края на живота си.

## Видове
- на латински: Dasyprocta azarae
- на латински: Dasyprocta coibae
- на латински: Dasyprocta cristata
- Сиво агути (на латински: Dasyprocta fuliginosa)
- на латински: Dasyprocta guamara
- на латински: Dasyprocta kalinowskii
- Бразилско агути (на латински: Dasyprocta leporina)
- на латински: Dasyprocta mexicana
- на латински: Dasyprocta prymnolopha
- Петнисто агути (на латински: Dasyprocta punctata)
- на латински: Dasyprocta ruatanica